# Lockwood de Forest

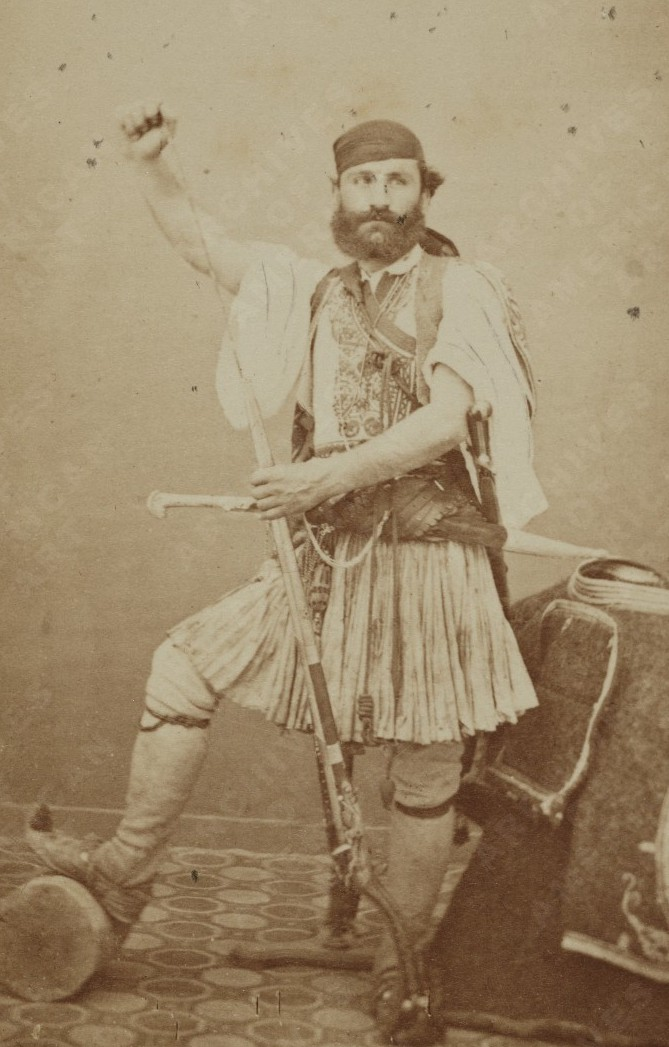
Lockwood de Forest

Lockwood de Forest (* 23. Juni 1850 in New York City, New York; † 3. April 1932 in Santa Barbara, Kalifornien) war ein US-amerikanischer Innenarchitekt und Maler sowie einer der Vertreter des American Aesthetic Movement.

## Leben
De Forest stammte aus einer wohlhabenden New Yorker Familie, die ihren Reichtum der Schifffahrt mit Südamerika und der Karibik verdankte. Er wuchs in Manhattan im Stadthaus der Familie und im Sommer auf dem Landsitz
auf Long Island mit seinen drei Geschwistern auf. Die kunstliebenden Eltern vermittelten diese Eigenschaft sämtlichen Kindern.

## Erste Malerjahre
1868 besuchte de Forest Rom und erhielt bei dem italienischen Landschaftsmaler Hermann Corrodi Unterricht. Hier lernte er auch seinen Großonkel mütterlicherseits, den Maler Frederick Edwin Church, kennen, mit dem er zeichnend und malend eine Italienrundreise machte. Der Onkel wurde sein Mentor und die beiden hielten ihre Zusammenarbeit auch nach ihrer Rückkehr in die USA im Jahre 1869 aufrecht.
De Forest mietete 1872 in dem neu errichteten Atelierhaus Tenth Street Studio Building in Manhattan ein Atelier an. In den Folgejahren lernte er in New York die Künstler Sanford Robinson Gifford, John Frederick Kensett, Jervis McEntee und Walter Launt Palmer kennen. Sein Erfolg als Maler war nicht sehr groß. 1872 stellte er zum ersten Male in der National Academy of Design in Manhattan aus. In den Jahren 1875 bis 1878 machte er zwei Malreisen nach Europa, den Nahen Osten und nach Nordafrika.

## Innenarchitekt und Unternehmer
Als Mittzwanziger wurde de Forest durch den im persischen Stil gebauten Landsitz seines Großonkels Church, Olana am Hudson River nördlich von New York, und dessen umfangreiche Bibliothek mit den Gebieten Innenarchitektur und Design, sowie Architektur vertraut. Sein erstes Projekt auf diesen Gebieten war die Umgestaltung des elterlichen Stadthauses in Greenwich Village im Jahre 1876.
De Forest wurde 1879 Partner der von den Künstlern Louis Comfort Tiffany, Samuel Colman und Candace Wheeler gegründeten Firma Associated Artists, in welcher er für die Produktion von Holzbauteilen für die Inneneinrichtung zuständig war. Im selben Jahr heiratete er und machte mit seiner Ehefrau eine dreijährige „Hochzeitsreise“ nach Indien. Das Paar sammelte Möbel, Textilien und Schmuck und gründete in Ahmadabad im Gujarat in Zusammenarbeit mit der Händlerfamilie Hutheesing die Ahmadabad Woodcarving Company. Diese Firma wurde in den kommenden Jahren wichtig für die Herstellung von tragenden, geschnitzten Holzteilen und Möbeln für den amerikanischen Markt. Die Associated Artists bestanden lediglich vier Jahre, hatten jedoch einen großen Einfluss auf den Ästhetizismus US-amerikanischer Ausprägung durch die Betonung von handwerklichen Arbeiten und Fähigkeiten, die Verbindung von Farben mit Oberflächenstrukturen und die Entwicklung exotischer aber geschmackvoller Themen in der Innenausstattung.
Mit der Gründung seiner eigenen Designfirma durch de Forest 1892 in New York ging die Einrichtung eines Verkaufsraums in der Nr. 9, East 17th Street in Manhattan einher. Er war für die Entwürfe, die Überwachung der Produktion in Indien und den Import der hergestellten Teile zuständig, machte jedoch auch weiterhin Entwürfe für Inneneinrichtungen und tragende Teile des Innenausbaus. Seine Werke wurden 1886 in London auf der Colonial and Indian Exhibition gezeigt, ebenso wie 1893 auf der World’s Columbian Exposition in Chicago. Durch diese Ausstellungen wurde er sehr bekannt und erhielt Aufträge z. B. von Andrew Carnegie für die Ausstattung seiner Bibliothek und seines Schlafzimmers in seinem Haus in Manhattan, das heute das Cooper Hewitt Museum beherbergt. Weitere Aufträge erhielt er auch von dem Transportmagnaten Charles Tyson Yerkes, dem Chicagoer Geschäftsmann Potter Palmer oder dem Autor Mark Twain.

## Späteres Leben und Tod
Um die Jahrhundertwende begann de Forest wieder zu malen, stellte ab 1898 des Öfteren in der Century Association und an der National Academy of Design aus. Die Nachfrage nach Inneneinrichtungen im Stile des Ästhetizismus blieb aus, da neue Stile wie der Jugendstil favorisiert wurden. Er verbrachte die Winter ab 1902 in seinem eigenen Haus in Santa Barbara in Kalifornien an der Westküste der USA. Das milde Klima und die Küsten des Pazifik nahmen ihn gefangen. Die Jahre bis zu seinem Tode verbrachte er mit Malen und Reisen in die naturbelassenen Gegenden der USA, nach Alaska und nach Mexiko.

## Ausstellungen
- 1988: Lockwood de Forest: Alaska Oil Sketches, Alaska State Museum, Juneau, Alaska, USA.
- 2011/2012: Night and Day: The Paintings of Lockwood de Forest, Palm Springs Art Museum.

## Veröffentlichungen
- Indian Architecture and Ornament. G. H. Polley & Co. Boston 1880.
- Illustrations of Design, based on Notes of Line as used by the Craftsmen of India. Gun & Company, Boston/New York 1912.